# Thecla subflorens
Thecla subflorens är en fjärilsart som beskrevs av William Schaus 1913. Thecla subflorens ingår i släktet Thecla och familjen juvelvingar. Inga underarter finns listade i Catalogue of Life.